# Etiennea gouligouli
Etiennea gouligouli är en insektsart som beskrevs av Hodgson 1991. Etiennea gouligouli ingår i släktet Etiennea och familjen skålsköldlöss.
Artens utbredningsområde är Centralafrikanska republiken. Inga underarter finns listade i Catalogue of Life.